# 三合镇 (浦北县)
三合镇，是中华人民共和国广西壮族自治区钦州市浦北县下辖的一个乡镇级行政单位。

## 行政区划
三合镇下辖以下地区：
三鸽村、太安村、桥头村、塘岸村、新村、赵坪村、长安村、马头村和定更村。